# Liste des œuvres d'Ottorino Respighi
Liste complète des compositions du compositeur italien Ottorino Respighi (1879–1936).
Cette liste peut être triée par numéro de catalogue (P), année de composition, titre, et genre.
Les numéros de catalogue ont été attribués par Potito Pedarra, un musicologue italien qui a consacré la majeure partie de son activité à l'étude des œuvres de Respighi. La liste a été révisée par Christoph Flamm en 2008.

## Liste
| Cat.   | Année   | Titre | Genre                              | Notes |
| ------ | ------- | --- | ---------------------------------- | --- |
| P 001  | 1893    | Piccola ouverture | Orchestre: petit orchestre         | |
| P 001a | 1893    | Vandea | Opéra                              | Musique de Filippo Clementi Nouvelle version du premier acte écrite par Ottorino Respighi |
| P 001b | 1894    | Sentite! tintinnan le mandrie | Chant: voix et instrument          | Pour soprano, chœur et orchestre |
| P 002  | 1894    | Preludio | Orchestre: petit orchestre         | |
| P 003  | 1894    | Compito di armonia | Exercice scolaire                  | |
| P 003a | 1894    | Cristoforo Colombo | Opéra                              | Musique d'Alberto Franchetti. Ajout d'une Mazurka et d'un Trio pour violoncelle à la scène six du troisième acte |
| P 003b | 1894    | Amleto | Exercice scolaire                  | Musique de scène pour soli, chœur et orchestre |
| P 004  | 1895    | Compito di armonia | Exercice scolaire                  | |
| P 004a | 1896    | Sonate en la mineur | Musique de chambre: piano          | Première version |
| P 004b | 1896    | Sonate en la mineur | Musique de chambre: piano          | Seconde version |
| P 004c | 1896    | Scherzo en si majeur | Musique de chambre: piano          | |
| P 004d | 1896    | Presto en ré mineur | Musique de chambre: piano          | |
| P 005  | 1896    | Compito di contrappunto | Exercice scolaire                  | |
| P 006  | 1896    | Andante | Musique de chambre: piano          | |
| P 007  | 1896    | Andante | Musique de chambre: piano          | |
| P 008  | 1896    | L'ultima ebbrezza! | Chant: voix et instrument          | Romance pour piano et soprano Texte d'Ada Negri |
| P 009  | 1896    | Lagrime! | Chant: voix et instrument          | Romance pour piano et ténor. Texte d'Ada Negri |
| P 010  | 1896    | Allegro | Musique de chambre: piano          | |
| P 011  | 1896    | Notturno | Chant: voix et instrument          | Romance pour piano et ténor. Texte d'Ada Negri |
| P 012  | 1897    | Tanto bella! | Chant: voix et instrument          | Romance pour piano et ténor |
| P 013  | 1897    | Gösdemlan (Scorze di melone) | Musique de chambre: piano          | Piano quatre mains |
| P 014  | 1897    | Tema di contrappunto | Exercice scolaire                  | |
| P 015  | 1897    | Sonate en ré mineur | Musique de chambre                 | Pour violon et piano |
| P 015a | 1897    | Sarabande en sol majeur | Musique de chambre                 | Pour violon et piano |
| P 015b | 1897    | Gigue en si mineur | Musique de chambre                 | Pour violon et piano |
| P 015c | 1897    | Allegretto vivace en do majeur | Musique de chambre                 | Pour violon et piano |
| P 016  | 1897    | Sonate en fa mineur | Musique de chambre: piano          | |
| P 017  | 1897    | Salutazione angelica | Chant: chœur, voix et orchestre    | Pour soprano, chœur et orchestre |
| P 018  | 1898    | Quatuor à cordes nº 1 en ré majeur | Musique de chambre                 | |
| P 019  | 1898    | Cortège | Musique de chambre                 | Pour quatuor à cordes. d'après Moritz Moszkowski |
| P 020  | 1898    | Quatuor à cordes nº 2 en si bémol majeur | Musique de chambre                 | |
| P 021  | 1898    | Quintette en sol mineur | Musique de chambre                 | Pour instruments à vent |
| P 022  | 1898    | Suite | Musique de chambre: piano          | |
| P 023  | 1898    | Preludio in si bemolle mineur | Musique de chambre: piano          | |
| P 023a | 1898    | Fuga reale a tre voci | Exercice scolaire                  | |
| P 024  | 1899    | Christus | Chant: chœur, voix et orchestre    | Cantate en 2 parties |
| P 025  | 1899    | Fuga reale a 4 voci | Exercice scolaire                  | Pour 4 voix |
| P 026  | 1900    | Fuga | Exercice scolaire                  | Pour quatuor à cordes |
| P 027  | 1900    | Double quatuor en ré mineur | Musique de chambre                 | Pour 4 violons, 2 altos, 2 violoncelles |
| P 028  | 1900    | Variazioni sinfoniche | Orchestre: grand orchestre         | |
| P 029  | 1900    | I persiani | Chant: chœur, voix et orchestre    | Cantate. D'après Eschyle. (Première version) |
| P 030  | 1901    | Preludio, corale e fuga | Orchestre: grand orchestre         | |
| P 031  | 1901    | Sei pezzi 1. Berceuse (Andantino, en ré mineur) 2. Melodia (Andantino mosso, Agitato, Largamente, Largo, Tempo I, en mi majeur) 3. Leggenda (Lento, Più mosso, Agitato, Largamente, Tempo I, en sol mineur) 4. Valse caressante (Tempo lento di valzer, en ré majeur) 5. Serenata (Andante calmo, en mi majeur) 6. Aria (Lento, Più mosso, en sol mineur)                                                                   | Musique de chambre                 | Pour violon et piano Le nº 1 a une version pour cordes - Voir P 038 Les nº 2 et 4 ont une version pour flûte et cordes - Voir P 042 Le nº 3 a une version pour violon et orchestre - Voir P 036 Le nº 6 a une version pour cordes et orgue - Voir P 032 et P 058 |
| P 032  | 1901    | Aria | Orchestre: orchestre à cordes      | Pour cordes et orgue - Voir P 031 |
| P 033  | 1901    | Quintette à cordes en sol mineur | Musique de chambre                 | Inachevé |
| P 033a | 1901    | Allegretto vivace en si mineur | Musique de chambre                 | Pour quatuor à cordes |
| P 033b | 1901    | Quatuor à cordes en si bémol majeur | Musique de chambre                 | Pour quatuor à cordes Fragment inachevé |
| P 034  | 1901    | Suite en mi majeur 1. Adagio, Allegro vivace, Lentamente 2. Adagio 3. Allegretto vivace 4. Allegro energico, Più sostenuto, Marziale, Più mosso, Tempo primo, Marziale, Sostenuto, Presto | Orchestre: grand orchestre         | Voir la révision: P 051 |
| P 035  | 1902    | Quintette en fa majeur 1. Allegro 2. Andantino 3. Vivacissimo | Musique de chambre                 | Pour piano et quatuor à cordes Création le 8 juin 1902, Bologne, Liceo Musicale |
| P 036  | 1902    | Leggenda in sol minore | Orchestre: instrument et orchestre | Pour violon et orchestre Création le 4 juin 1993, Milan, Centro Rosetum |
| P 037  | 1902    | Walzer in do diesis mineur | Musique de chambre: piano          | Pour piano à quatre mains Création en avril 1902, Berlin |
| P 038  | 1902    | Berceuse | Musique de chambre                 | Pour cordes |
| P 039  | 1902    | Miranda | Chant: voix et instrument          | Pour voix et piano Texte d'Antonio Fogazzaro |
| P 040  | 1902    | Concerto pour piano en la mineur Moderato, Allegro Moderato, Adagio molto, Presto | Orchestre: instrument et orchestre | Pour piano et orchestre Création le 8 juin 1902, Bologne, Liceo Musicale |
| P 040a | 1902    | Concerto pour violoncelle et piano en la mineur | Musique de chambre                 | Pour violoncelle et piano |
| P 041  | 1902    | Suite 1. Ciaccona (sol mineur) 2. Siciliana (sol majeur 3. Giga (mi mineur) 4. Sarabanda (ré mineur) 5. Burlesca (fa majeur) 6. Rigaudon (sol majeur) | Orchestre: orchestre à cordes      | Pour cordes |
| P 042  | 1902    | Melodia e Valse caressante | Orchestre: instrument et orchestre | Pour flûte et cordes Voir P 057a |
| P 043  | 1903    | Suite 1. Preludio 2. Canone 3. Intermezzo 4. Studio 5. Fuga | Musique de chambre: piano          | |
| P 044  | 1903    | Sei pezzi 1. Valse caressante 2. Canone 3. Notturno 4. Minuetto 5. Studio 6. Intermezzo de Re Enzo | Musique de chambre: piano          | |
| P 045  | 1903    | Humoreske en la majeur | Orchestre: instrument et orchestre | Pour violon et orchestre |
| P 046  | 1903    | Quatuor à cordes en ré bémol majeur | Musique de chambre                 | |
| P 047  | 1903    | Minuetto | Orchestre: orchestre à cordes      | Pour cordes |
| P 048  | 1903    | Di sera | Orchestre: instrument et orchestre | Adagio pour 2 hautbois et cordes |
| P 049  | 1903    | Concerto pour violon en la majeur | Orchestre: instrument et orchestre | complété par Salvatore Di Vittorio en 2009 |
| P 050  | 1903    | Fantasia slava en sol mineur 1. Andante 2. Allegro con fuoco 3. Lento 4. Allegro | Orchestre: instrument et orchestre | Pour piano et orchestre Création le 31 janvier 1904, Bologne, Concerti Mugellini |
| P 051  | 1903    | Suite en mi majeur 1. Nella foresta - Adagio, Lentamente 2. Visione - Adagio, Più mosso, Tempo I 3. Danza - Allegretto vivace, Più vivace, Presto 4. Eroica - Allegro energico, Lento, Più mosso, Tempo I, Marziale sostenuto, Largo | Orchestre: grand orchestre         | Révision de P 034 Création le 23 mai 1907, Bologne, Teatro Duse, |
| P 052  | 1904    | Storia breve | Chant: voix et instrument          | Pour mezzo-soprano et piano Texte d'Ada Negri |
| P 053  | 1904    | Quatuor à cordes nº 3 en ré majeur 1. Allegro 2. Tema con variazione 3. Intermezzo (Allegretto) 4. Finale (Allegro vivace) | Musique de chambre                 | Pour quatuor à cordes création: Bologne 1906 |
| P 054  | 1904    | Serenata | Orchestre: petit orchestre         | |
| P 055  | 1905    | Re Enzo | Opéra: opéra comique               | Livret d'Alberto Donini création: Bologne, Teatro del Corso, 12 mars 1905 |
| P 056  | 1905    | Preludio | Musique pour orgue                 | Pour orgue |
| P 057  | 1905    | Suite. Pour instruments d'archet et flûte 1. Badinage (en mi majeur) 2. Valse (en la majeur) 3. Berceuse de Noël (en ré mineur) 4. Furlana (en mi mineur) | Orchestre: instrument et orchestre | Pour flûte et cordes |
| P 057a | 1905    | Suite per flauto e archi 1. Melodia (en mi majeur) 2. Valse caressante (en mi bémol majeur) 3. Notturno (en mi bémol majeur) 4. Aria (en sol mineur) 5. Serenata (en mi majeur) | Orchestre: instrument et orchestre | Pour flûte et cordes Voir P 031 et P 044 |
| P 057b | 1905    | Cinq préludes pour orgue 1. Praeludium pro organo pleno (en ré majeur) 2. Praeludium (en ré mineur) 3. Praeludium (en si bémol majeur) 4. Praeludium (en ré bémol majeur) 5. Praeludium (en ré bémol majeur) | Musique pour orgue                 | Pour orgue |
| P 057c | 1905    | Andante en ré mineur pour orgue | Musique pour orgue                 | Pour orgue |
| P 058  | 1905    | Suite en sol majeur 1. Preludio (Moderato, en sol majeur) 2. Aria (Lento. Più mosso. A tempo (sol mineur) 3. Pastorale (Andante molto sostenuto, en ré mineur) 4. Cantico (Grave, en sol majeur) | Musique pour orgue                 | Pour orgue Voir P 031 et P 032 |
| P 059  | 1906    | Burlesca | Orchestre: grand orchestre         | Création en 1906, Bologne |
| P 060  | 1906    | I persiani | Chant: chœur, voix et orchestre    | Cantate. D'après Eschyle. (Seconde version) |
| P 061  | 1906    | Quatuor en ré majeur 1. Adagio. Allegro moderato 2. Minuetto 3. Largo 4. Tambourin | Musique de chambre                 | Pour quinton, viole d'amour, viole de gambe, basse de viole de gambe |
| P 062  | 1906    | Cinque pezzi 1. Romanza (en fa dièse mineur) 2. Aubade (en ré majeur) 3. Madrigale (sol majeur) 4. Berceuse (en en fa dièse mineur) 5. Humoresque (en sol mineur) | Musique de chambre                 | Pour violon et piano |
| P 063  | 1906    | Luce | Chant: voix et instrument          | Pour mezzo-soprano et piano Texte d'Ada Negri |
| P 064  | 1906    | Nebbie Lento (en fa dièse mineur) | Chant: voix et instrument          | Pour mezzo-soprano et piano, dédié à Rosina Giovannoni Zacchi Pedrazzi Texte d'Ada Negri Création le 11 mars 1906, Bologne Orchestré en 1913, voir P 099a |
| P 065  | 1906    | Nevicata Lentamente (en ré bémol majeur) | Chant: voix et instrument          | Pour mezzo-soprano et piano Texte d'Ada Negri Création le 11 mars 1906, Bologne |
| P 066  | 1906    | Contrasto | Chant: voix et instrument          | Pour mezzo-soprano et piano Texte de Carlo Zangarini |
| P 067  | 1906    | Invito alla danza Tempo lento di Valzer (en si bémol majeur) | Chant: voix et instrument          | Pour mezzo-soprano et piano Texte de Carlo Zangarini |
| P 068  | 1906    | Scherzo Allegretto | Chant: voix et instrument          | Pour soprano et piano Texte de Carlo Zangarini |
| P 069  | 1906    | Stornellatrice A piacere | Chant: voix et instrument          | Pour soprano et piano Texte de Carlo Zangarini et Alberto Donini Dédié à la Signorina Maria Pedrazzi |
| P 070  | 1906    | Stornello dall’opera « Re Enzo » | Chant: voix et instrument          | Pour 1 ou 2 voix et piano Texte de Alberto Donini |
| P 071  | 1906    | Cinque canti all'antica 1. L'udir talvolta (Texte de Giovanni Boccaccio) 2. Ma come potrei (Texte de Giovanni Boccaccio) 3. Ballata (Texte de Giovanni Boccaccio) 4. Bella porta di rubini 5. Canzone di Re Enzo (Texte d'Alberto Donini) | Chant: voix et instrument          | Pour mezzo-soprano et piano |
| P 072  | 1906    | Sonate II Cantabile, Allegro vivace, Adagio | Transcriptions                     | Pour viole d'amour et clavecin. Musique originale d'Attilio Ariosti |
| P 073  | 1906    | Sonate VI en ré majeur Largo, Corrente, Minuetto | Transcriptions                     | Pour viole d'amour et clavecin. Musique originale d'Attilio Ariosti |
| P 074  | 1907    | Notturno | Orchestre: grand orchestre         | Création le 6 janvier 1908, Metropolitan, New York |
| P 075  | 1908    | Concerto all'antica en la mineur 1. Allegro 2. Adagio non troppo 3. Scherzo: Vivace, tempo di minuetto | Orchestre: instrument et orchestre | Pour violon et orchestre. Aussi connu sous le nom de Concerto in stile antico Création: Bucarest en 1925 Respighi en a fait une réduction pour violon et piano                                                                                                   |
| P 076  | 1908    | Al mulino | Opéra                              | Opéra en 2 acte, Inachevé. Livret de Alberto Donini Création en juin 1908, Bologne, audition privée |
| P 077  | 1908    | Sonate VI 1. Largo, Andante 2. Allegro 3. Minuetto con variazioni | Transcriptions                     | Pour violon et piano Musique originale de Pietro Locatelli |
| P 078  | 1908    | Sonate en ut 1. Adagio 2. Allegro 3. Adagio 4. Allegretto vivace | Transcriptions                     | Pour violon et piano Musique originale de Nicola Porpora Création en 1908, Berlin |
| P 079  | 1908    | Pastorale 1. Grave 2. Allegro 3. Pastorale. Largo, Presto | Transcriptions                     | Pour violon et piano Musique originale de Giuseppe Tartini |
| P 080  | 1908    | Sonate en mi Grave, Allegro, Tema con variazioni | Transcriptions                     | Pour violon et piano Musique originale de Giuseppe Tartini |
| P 080a | 1908    | Sonate en sol majeur | Transcriptions                     | Pour violon et piano Musique originale de Giuseppe Valentini |
| P 081  | 1908    | Sonate en la mineur 1. Preludio (Adagio) 2. Allemanda (Larghetto) 3. Siciliana (Allegro giocoso) 4. Grave, Aria (Allegro) | Transcriptions                     | Pour violon et piano Musique originale de Francesco Maria Veracini |
| P 082  | 1908    | Sonate VI 1. Largo, Allegro assai 2. Allemanda: Larghetto 3. Pastorale: Adagio 4. Giga: Allegro | Transcriptions                     | Pour violon et piano Musique originale de Francesco Maria Veracini Création en 1908, Berlin |
| P 083  | 1908    | Sonate VII 1. Largo 2. Allegro 3. Allegro 4. Grave-Largo 5. Allegro | Transcriptions                     | Pour violon et piano Musique originale de Francesco Maria Veracini Création en 1908, Berlin |
| P 084  | 1908    | Sonate en ré F XIII nº 6 | Transcriptions                     | Pour violon et piano Musique originale de Antonio Vivaldi Création en 1908, Berlin |
| P 085  | 1908    | Sonate en mi mineur, BWV 1023 | Transcriptions                     | Pour violon, cordes et orgue. Musique originale de Johann Sebastian Bach Création en 1909, Berlin |
| P 086  | 1908    | Pastorale Grave, Allegro, Largo (Pastorale) | Transcriptions                     | Pour violon et cordes. Musique originale de Giuseppe Tartini Création en 1909, Berlin |
| P 087  | 1908    | Ciaccona Molto moderato, Largamente, Tempo I | Transcriptions                     | Pour violon, cordes et orgue. Musique originale de Tomaso Antonio Vitali Création en 1909, Berlin |
| P 088  | 1908    | Il lamento di Arianna | Transcriptions                     | Harmonisation et orchestration par Respighi. Musique originale de Claudio Monteverdi Création le 12 octobre 1908, Berlin, Philharmonisches Concert |
| P 089  | 1909    | Sei melodie 1. In alto mare (Texte d'Enrico Panzacchi (it)) 2. Abbandono (Texte d'Annie Vivanti) 3. Mattinata (Texte de Gabriele D'Annunzio) 4. Povero cor (Texte d'Arturo Graf) 5. Si tu veux (Texte de Victor Hugo) 6. Soupir (Texte de Sully Prudhomme) | Chant: voix et instrument          | Pour voix et piano |
| P 090  | 1909    | Sei liriche 1. O falce di luna 2. Van li effluvi de le rose (Texte de Gabriele D'Annunzio) 3. Au milieu du jardin (Texte de Jean Moréas) 4. Nöel ancien 5. Serenata indiana (Texte de P. B. Shelley) 6. Pioggia (Texte de Vittoria Aganoor) | Chant: voix et instrument          | Pour mezzo-soprano et piano Première série Création le 23 avril 1912, Bologne, Accademia Filarmonica |
| P 091  | 1909    | Quatuor à cordes en ré mineur (Ernst ist das Leben, heiter ist die Kunst) 1. Allegro 2. Lentamente con tristezza 3. Presto 4. Allegro energico | Musique de chambre                 | Pour quatuor à cordes |
| P 092  | 1910    | Tre pezzi 1. Preludio (en ré mineur) 2. Preludio (en si bémol majeur) sur un Choral de Bach, final de la Cantate nº 52 "In dich hab ‘ich geoffenet, Herr" 3. Preludio (en la mineur) sur le Choral (BWV 351), de Bach "Ich hab mein Sach Gott heimgestellt | Musique pour orgue                 | Pour orgue |
| P 093  | 1910    | Pietà ti prenda, mio Dio | Transcriptions                     | Aria pour contralto. D'après la Passion selon saint Matthieu de Bach |
| P 094  | 1910    | Semirâma | Opéra                              | Poème tragique en trois actes. Livret d'Alessandro Cerè Création le 20 novembre 1910, Bologne, Teatro Comunale |
| P 094a | 1910    | Semirâma | Chant: voix et instrument          | Version pour voix et piano de l'opéra P 094 |
| P 094b | 1910    | Danza dell'aurora da Semirâma | Orchestre: grand orchestre         | |
| P 095  | 1911    | Aretusa Allegro moderato, Più mosso, Largamente, Tempo I, Più mosso, Moderato, Calmo | Chant: voix et orchestre           | Poemetto lirico pour mezzo-soprano et orchestre. Texte d'après P. B. Shelley Création le 17 mars 1911, Bologne, Teatro Comunale |
| P 095a | 1911    | Aretusa | Chant: voix et instrument          | Version pour voix et piano de P 095 |
| P 096  | 1911    | E se un giorno tornasse... | Chant: voix et instrument          | Récitatif pour mezzo-soprano Texte de Vittoria Aganoor Pompilj Création en 1911, Bologne |
| P 096a | 1912    | Elevazione in la bemolle maggiore | Musique pour orgue                 | Pour orgue |
| P 097  | 1912    | Sei liriche 1. Notte (Texte d'Ada Negri) 2. Su una violetta morta (Texte de P. B. Shelley) 3. Le repos en Égypte (Texte d'Albert Samain) 4. Noël ancien (nº 2) 5. Piccola mano bianca 6. Nel giardino (Texte de Francesco Rocchi) | Chant: voix et instrument          | Pour mezzo-soprano et piano Seconde série |
| P 098  | 1912    | Antiche cantate d'amore 1. Al tramontar del giorno (Musique originale de Bernardo Pasquini) 2. Quanta invidia mi fai (Musique originale de Benedetto Marcello) 3. Cantata (Musique originale de Benedetto Marcello) 4. Son come farfallette 5. Evviva Rosabella (Musique originale de Baldassare Galuppi) | Transcriptions                     | Pour voix et piano - réalisation de la basse continue par Respighi |
| P 098a | 1912    | Vous étiez sur mon cœur | Chant: voix et instrument          | Pour voix et piano Texte d'Edmond Guiraud - Inédit |
| P 098b | 1913    | La Marquise Zabeth | Opéra                              | Opéra en deux actes Texte d'après Esca de Victor Hugo - Inédit |
| P 098c | 1913    | Concerto en fa majeur BWV 1057 | Orchestre: instrument et orchestre | Adaptation pour piano et orchestre par Respighi du concerto de Bach Création le 19 avril 1913, Bologne, Teatro Comunale |
| P 099  | 1914    | Ouverture carnevalesca | Orchestre: grand orchestre         | |
| P 100  | 1914    | Marie Victoire | Opéra                              | Opéra en 4 actes et 5 tableaux Livret d'Edmond Guiraud Création le 27 janvier 2004, Rome, Teatro dell’Opera |
| P 101  | 1914    | Il tramonto | Chant: voix et orchestre           | Poemetto lirico pour mezzo-soprano et quatuor à cordes. Texte d'après P. B. Shelley |
| P 101a | 1914    | Il tramonto | Chant: voix et instrument          | Version pour voix et piano de P 101 |
| P 102  | 1914    | Sinfonia drammatica | Orchestre: grand orchestre         | |
| P 103  | 1915    | Quattro rispetti toscani 1. Quando nasceste voi 2. Venitelo a vedere 'l mí piccino 3. Viene di là, lontano lontano 4. Razzolan, sopra a l'aia, le galline | Chant: voix et instrument          | Pour soprano et piano Texte d'Arturo Birga |
| P 104  | 1915    | La sensitiva | Chant: voix et orchestre           | Poème lyrique pour mezzo-soprano et orchestre. Texte d'après P. B. Shelley Création le 29 janvier 1922, Prague |
| P 104a | 1915    | La sensitiva | Chant: voix et instrument          | Version pour voix et piano de P 104 |
| P 105  | 1915    | Canzone e danza. Sopra temi popolari russi per coro e orchestra. La canzone degli alatori e la canzone della strada | Chant: chœur, voix et orchestre    | |
| P 105a | 1915    | Preludio in re dorico | Musique pour orgue                 | Pour orgue - Inédit |
| P 105b | 1915    | Toccata in re dorico | Musique de chambre: piano          | Pour piano - Inédit |
| P 105c | 1915    | Fuga in la minore | Musique de chambre: piano          | Pour piano - Inédit |
| P 106  | 1916    | Fontane di Roma 1. La fontana di valle Giulia all'alba 2. La fontana del tritone al mattino 3. La fontana di Trevi al meriggio 4. La fontana di vita Medici al tramonto | Orchestre: grand orchestre         | Poème symphonique Création le 11 mars 1917, Rome, Augusteo |
| P 107  | 1917    | Deità silvane 1. I fauni 2. Musica in horto 3. Egle 4. Acqua 5. Crepuscolo | Chant: voix et instrument          | Pour soprano et piano Texte d'Antonio Rubino Création le 22 février 1918, Rome, Salle dell’Accademia di Santa Cecilia |
| P 108  | 1917    | Cinque liriche 1. I tempi assai lontani 2. Canto funebre (Texte de P. B. Shelley) 3. Par les soires 4. Par l'etreinte (Texte de Jacques de Fersen) 5. La fine (Texte de Rabindranath Tagore) | Chant: voix et instrument          | Pour voix et piano |
| P 108a | 1917    | La musica | Chant: voix et instrument          | Pour mezzo-soprano et piano - texte de Percy Bysshe Shelley |
| P 109  | 1917    | Antiche danze ed arie per liuto. Prima suite (secolo XVI) 1. Balletto detto "Il conte Orlando" (Musique originale de Simone Molinaro) 2. Gagliarda (Musique originale de Vincenzo Galilei) 3. Villanella 4. Passo mezzo e mascherada | Transcriptions                     | Pour orchestre Création le 16 décembre 1917, Rome, Augusteo |
| P 110  | 1917    | Sonate en si mineur 1. Moderato 2. Andante espressivo 3. Allegro moderato ma energico (Passacaglia) | Musique de chambre                 | Pour violon et piano Création le 3 mars 1918, Bologne |
| P 111  | 1917    | Passacaglia | Transcriptions                     | Pour piano Musique originale pour orgue de Girolamo Frescobaldi Création en 1918, Rome |
| P 112  | 1917    | Preludio e fuga en sol mineur | Transcriptions                     | Pour piano Musique originale pour orgue de Girolamo Frescobaldi Création en 1918, Rome |
| P 113  | 1917    | Toccata e fuga en la mineur | Transcriptions                     | Pour piano Musique originale pour orgue de Girolamo Frescobaldi Création en 1918, Rome |
| P 113a | 1917    | Al tramontrar del giorno | Transcriptions                     | Pour voix et cordes Musique originale de Bernardo Pasquini Inédit |
| P 113b | 1917    | Quanta invidia mi fai | Transcriptions                     | Pour voix, hautbois et quatuor à cordes, Musique originale de Benedetto Marcello Voir P 98 - Inédit |
| P 113c | 1917    | Se tu m'ami | Transcriptions                     | Pour voix, hautbois et quatuor à cordes, Musique originale de Pergolèse Inédit |
| P 114  | 1917    | Antiche danze ed arie per liuto. Prima suite (secoli XVI-XVII) 1. Balletto detto "Il conte Orlando" (Musique originale de Simone Molinaro) 2. Villanella 3. Gagliarda (Musique originale de Vincenzo Galilei) 4. Italiana 5. Siciliana 6. Passacaglia (Musique originale de Ludovico Roncalli) | Transcriptions                     | Pour piano - Voir P 116 Création en 1918, Rome, |
| P 115  | 1917    | Fontane di Roma | Musique de chambre: piano          | Version pour piano à quatre mains de P 106 |
| P 116  | 1917    | Antiche danze ed arie per liuto. Prima suite (secolo XVI) | Transcriptions                     | Version pour piano à quatre mains de P 114 |
| P 117  | 1918    | Ai lancieri "Vittorio Emanuele II" | Chant: chœur, voix et orchestre    | Hymne pour voix et trompettes |
| P 118  | 1918    | Nun komm der Heiden Heiland | Transcriptions                     | Pour violon, violoncelles et contrebasses. Musique originale de Johann Sebastian Bach - Voir P 167 la version pour orchestre |
| P 118a | 1918    | Kyrie per coro a cappella | Chant: chœur                       | Inédit - Perdu |
| P 119  | 1918    | Il flauto di Pane | Chant: voix et orchestre           | |
| P 120  | 1918    | La Boutique fantasque 1. Ouverture 2. Tarantella (Allegro con brio, Vivo) 3. Mazurka (Vivo. Lento. Moderato. Vivacissimo) 4. Danse cosaque (Allegro marcato. Vivo. Allegretto brillante, Vivace) 5. Can-Can (Allegretto grottesco. Vivacissimo. Andantino mosso) 6. Valse lente (Andantino moderato. Con brio, Allegretto moderato) 7. Nocturne (Andantino) 8. Galop (Vivacissimo. Allegro brillante, Prestissimo. Tempo I) | Ballet                             | D'après la musique de Gioachino Rossini Création le 5 juin 1919, Londres, Théâtre Alhambra |
| P 120a | 1918    | La Boutique fantasque | Musique de chambre: piano          | Version pour piano de P 120 |
| P 121  | 1919    | La donna sul sarcofago | Chant: voix et instrument          | Pour voix et piano Texte de Gabriele D'Annunzio |
| P 122  | 1919    | La statua | Chant: voix et instrument          | Pour voix et piano Texte de Gabriele D'Annunzio |
| P 123  | 1919    | Due liriche 1. Voici Noël 2. Il pleut, bergère (d'après L'hymnaire d'Adonis de J. de Fersen) | Chant: voix et instrument          | Pour voix et piano |
| P 124  | 1919    | Ballata delle gnomidi en la majeur 1. Allegro vivace, Andante moderato, Allegretto mosso, Andante piú moderato, Allegro 2. Alla marcia funebre, Moderato, Allegro mosso, Vivacissimo, Allegro mosso, Prestissimo | Orchestre: grand orchestre         | Poème symphonique d'après un texte de Carlo Clausetti Création le 11 avril 1920, Rome, Augusteo |
| P 125  | 1920    | Quattro liriche 1. Un sogno 2. La Najade 3. La sera 4. Sopra un'aria antica | Chant: voix et instrument          | Pour voix et piano Texte du Il poema paradisiaco de Gabriele D'Annunzio |
| P 126  | 1920    | Le astuzie femminili | Transcriptions                     | Opéra de Domenico Cimarosa révisé par Respighi Création le 27 mai 1920, Paris, Théâtre de l’Opéra |
| P 127  | 1920    | Intermezzo de La serva padrona | Transcriptions                     | Musique originale de Giovanni Paisiello - Inédit - Perdu |
| P 128  | 1920    | Sèvres de la vieille France 1. Menuet d'Exandet - Allegro non troppo 2. Tambourin "per Camargot" (dopo il minuetto d’Exandet) - Allegretto moderato 3. Bergère légère - Un poco allegretto 4. Gavotta di Luigi XIII - Tempo di Gavotta | Ballet                             | Création le 19 novembre 1920, Teatro Costanzi, Rome |
| P 128a | 1920    | Sèvres de la vieille France | Musique de chambre: piano          | Version pour le piano de P 128 |
| P 129  | 1920    | La pentola magica 1. Preludio (Grecianninov) 2. Canzone armena Danza 3. Entrata dello Tzar coi fidanzati (Arenski) 4. Scena dello Tzarewich (Paciulski) 5. Danza degli arceri tartari (Rubinstein) 6. Introduzione e danza 7. Danza cosacca (Kosaciok) 8. Danza della seduzione 9. Scena dei baci e arrivo dello Tzar 10. Finale (Rabikaff)                                                                                 | Ballet                             | Action chorégraphique en deux tableaux sur des thèmes populaires russes Création le 19 novembre 1920, Teatro Costanzi, Rome |
| P 129a | 1920    | La pentola magica | Musique de chambre: piano          | Version pour le piano de P 129 |
| P 130  | 1920    | Scherzo veneziano 1. Quadro primo 2. Intermezzo 3. Quadro secondo | Ballet                             | Titre original autographe: « Le astuzie di Colombina » Création le 21 novembre 1920, Teatro Costanzi, Rome |
| P 130a | 1920    | Impromptu | Ballet                             | Musique de Frédéric Chopin - Inédit - Perdu |
| P 131  | 1920    | Tre preludi sopra melodie gregoriane | Musique de chambre: piano          | |
| P 132  | 1921    | Quattro liriche su parole di poeti armeni. 1. No, non è morto il figlio tuo 2. La mamma è come il pane caldo 3. Io sono la madre (Texte de Costant Zarian) 4. Mattino di luce, sole di giustizia | Chant: voix et instrument          | Pour voix et piano Création en avril 1921, Prague |
| P 133  | 1921    | Adagio con variazioni | Orchestre: instrument et orchestre | Pour violoncelle et orchestre |
| P 133a | 1921    | Adagio con variazioni | Musique de chambre                 | Pour violoncelle et piano; voir P 133 |
| P 134  | 1921    | La bella addormentata nel bosco | Opéra                              | Livret de Gian Bistolfi. Version pour marionnettes de P 176 Création le 13 avril 1922, Teatro Odescalchi de Rome |
| P 135  | 1921    | Concerto gregoriano 1. Andante tranquillo 2. Andante espressivo e sostenuto 3. Finale (Alleluja), Allegro energico | Orchestre: instrument et orchestre | Pour violon et orchestre Création le 5 février 1922, Augusteo, Rome |
| P 135a | 1921    | Concerto gregoriano | Musique de chambre                 | Version pour violon et piano de P 135 |
| P 136  | 1922    | La primavera | Chant: chœur, voix et orchestre    | Poème lyrique Création le 4 mars 1923, Augusteo, Rome |
| P 136a | 1922    | La primavera | Chant: voix et instrument          | Version pour voix et piano de P 136 |
| P 136b | 1922    | L'inverno | Chant: chœur, voix et orchestre    | Texte de Constantin Zarian |
| P 137  | 1922    | Belfagor | Opéra                              | Livret de Claudio Guastalla Création le 26 avril 1923 à la Scala de Milan |
| P 138  | 1923    | Antiche danze e arie per liuto. Seconda suite (secoli XVI-XVII) 1. Laura soave (Musique originale de Fabrizio Caroso) 2. Danza rustica (Musique originale de Jean-Baptiste Besard) 3. Campanae parisienses (auteur inconnu) - Aria (Musique originale de Marin Mersenne) 4. Bergamasca (Musique originale de Bernardo Gianoncelli (it))                                                                                     | Transcriptions                     | Pour orchestre Création le 7 novembre 1924, Cincinnati |
| P 139  | 1923    | Antiche danze e arie per liuto. Seconda suite (secoli XVI-XVII) | Transcriptions                     | Version pour piano de P 138 |
| P 139a | 1923    | Concerto in re maggiore nº 2 per violoncello ed archi | Transcriptions                     | Musique de Luigi Boccherini - Transcription pour orchestre |
| P 139b | 1923    | Concerto in la minore per violoncello e orchestra, op. 14 | Remaniement                        | Musique de Georg Goltermann, Remaniement de Respighi - Perdu |
| P 140  | 1924    | Belfagor | Orchestre: grand orchestre         | Ouverture de P 137 Création en février 1926, au Carnegie Hall de New York |
| P 141  | 1924    | Pini di Roma 1. I pini di villa Borghese 2. I pini presso una catacomba 3. I pini del Gianicolo 4. I pini della Via Appia | Orchestre: grand orchestre         | Poème symphonique Création le 14 décembre 1924, Augusteo de Rome |
| P 142  | 1924    | Pini di Roma | Musique de chambre: piano          | Version pour piano à quatre mains de P 141 |
| P 143  | 1924    | Quattro arie scozzesi 1. Wen the Key come Hame 2. Within a Mile of Edinburgh 3. My Heart in the Highlands 4. The Pipe of Dundee | Chant: voix et instrument          | Pour voix et piano |
| P 144  | 1924    | Quartetto dorico Energico, Allegro moderato, Elegiaco, Moderato energico (Passacaglia) | Musique de chambre                 | Pour quatuor à cordes Création en octobre 1924, Londres |
| P 144a | 1924    | Sonata per violoncello e pianoforte | Musique de chambre                 | Perdue |
| P 145  | 1925    | Concerto in modo misolidio 1. Moderato 2. Lento 3. Allegro energico (Passacaglia) | Orchestre: instrument et orchestre | Pour piano et orchestre Création le 31 décembre 1925, au Carnegie Hall de New York |
| P 145a | 1925    | Concerto in modo misolidio | Musique de chambre: piano          | Version pour deux pianos de P 145 |
| P 146  | 1925    | Poema autunnale Calmo, Molto lento (con grande espressione), Largamente, Allegro moderato, Allegro con fuoco, Allegro con spirito, Moderato, Tranquillo, Lento, Calmo come al principio | Orchestre: instrument et orchestre | Pour violon et orchestre Création le 1er décembre 1926, Berlin |
| P 146a | 1925    | Poema autunnale | Musique de chambre                 | Version pour violon et piano de P 146 |
| P 147  | 1925    | Deità silvane 1. I fauni 2. Musica in horto 3. Egle 4. Acqua 5. Crepuscolo | Chant: voix et orchestre           | Mélodie pour soprano et orchestre de chambre Création en février 1926, Composer’s Guild, New York |
| P 148  | 1925    | Rossiniana 1. Capri e Taormina 2. Lamento 3. Intermezzo 4. Tarantella puro sangue | Orchestre: grand orchestre         | Suite orchestrale d'après Les riens de Gioachino Rossini Création en 1925, Hambourg |
| P 149  | 1926    | Sei pezzi per bambini 1. Romanza 2. Canto di caccia siciliano 3. Canzone armena 4. Natale, Natale! 5. Cantilena scozzese 6. Piccoli Highlanders | Musique de chambre: piano          | Pour piano à quatre mains Dédiées: nº 1 et 2 à Kurt Durlacher, nº 3 et 4 à Marcello Guastalla, nº 5 et 6 à Nicolò Piccolomini |
| P 150  | 1926    | Vetrate di chiesa. Quattro impressioni per orchestra 1. La fuga in Egitto 2. S. Michele Arcangelo 3. Il mattutino di S. Chiara 4. S. Gregorio Magno | Orchestre: grand orchestre         | Création le 25 février 1927, Symphony Hall, Boston |
| P 151  | 1927    | Trittico botticelliano 1. La Primavera 2. L'adorazione dei Magi 3. La nascita di Venere | Orchestre: petit orchestre         | Création le 28 septembre 1927, Konzerthaus, Vienne |
| P 152  | 1927    | La campana sommersa | Opéra                              | Livret de Claudio Guastalla Création le 18 novembre 1927, Stadtteater, Hambourg |
| P 153  | 1928    | Impressioni brasiliane (Suite brasiliana) 1. Notte tropicale 2. Butantan 3. Canzone e danza | Orchestre: grand orchestre         | Création le 6 juin 1928, Teatro Municipal, Sâo Paulo |
| P 154  | 1928    | Gli Uccelli 1. Preludio (d'après la musique de Bernardo Pasquini) 2. La colomba (d'après la musique de Jacques Gallot) 3. La gallina (d'après la musique de Jean-Philippe Rameau) 4. L'usignolo 5. Il cucú (d'après la musique de Bernardo Pasquini) | Orchestre: petit orchestre         | Suite pour petit orchestre Création le 6 juin 1928, Teatro Municipal, Sâo Paulo |
| P 154a | 1928    | Gli uccelli | Musique de chambre: piano          | Version pour le piano de P 154 |
| P 155  | 1928    | Canzone sarda | Chant: voix et instrument          | Pour voix et piano |
| P 156  | 1928    | Toccata Grave, Allegro moderato - Andante lento ed espressivo - Allegro vivo | Orchestre: instrument et orchestre | Pour piano et orchestre Création en 24 novembre 1928, Carnegie Hall de New York |
| P 157  | 1928    | Feste romane 1. Circenses 2. Il Giubileo 3. L'Ottobrata 4. La Befana | Orchestre: grand orchestre         | Poème symphonique Création le 21 février 1929 au Carnegie Hall de New York |
| P 158  | 1929    | Preludio e fuga en ré mineur (BWV 532) | Transcriptions                     | Pour orchestre. Musique originale de Johann Sebastian Bach Création en janvier 1930, Emery Auditorium, Cincinnati |
| P 159  | 1930    | Passacaglia | Transcriptions                     | Pour orchestre. Musique originale de Johann Sebastian Bach Création en avril 1930, New York |
| P 160  | 1930    | 5 Étude-tableaux 1. La mer et les mouettes (op. 39 nº 2) 2. La foire (op. 33 nº 4) 3. Marche funèbre (op. 39 nº 7) 4. Le chaperon rouge et le loup (op. 39 nº 6) 5. Marche (op. 39 nº 9) | Transcriptions                     | Orchestration de Respighi. Musique originale de Sergueï Rachmaninov Création en 1931, Boston |
| P 161  | 1930    | Vocalizzo | Chant: voix et instrument          | Pour soprano ou ténor et piano |
| P 162  | 1930    | Vocalizzo | Chant: voix et instrument          | Pour mezzo-soprano ou baryton et piano |
| P 163  | 1930    | Vocalizzo | Chant: voix et instrument          | Pour contralto ou basse et piano |
| P 164  | 1930    | Le funtanelle | Chant: voix et instrument          | Pour voix et piano Mélodie populaire des Abruzzes |
| P 165  | 1930    | Due liriche 1. Mon elué 2. Kroung (La Cigogne) | Chant: voix et instrument          | Pour voix et piano |
| P 166  | 1930    | Lauda per la natività del Signore | Chant: chœur, voix et orchestre    | Pour voix, chœur, instruments pastoraux et piano à quatre mains. Texte de Jacopone da Todi Création le 22 novembre 1930, Salle "Micat in Vertice" de Sienne |
| P 167  | 1930    | Tre Corali 1. Nun komm, der Heiden Heiland 2. Meine Seele erhebt den Herren 3. Wachet auf, ruft uns die Stimme | Transcriptions                     | Pour orchestre. Voir P 118 Issu de Choralvorspiele pour orgue de Johann Sebastian Bach Création en novembre 1931, Carnegie Hall de New York |
| P 168  | 1930    | Suite della tabacchiera 1. Preludio 2. Minuetto 3. Finale | Musique de chambre                 | Scherzo pour instruments à vent et piano à 4 mains Création le 22 novembre 1930, Salle "Micat in Vertice", Sienne |
| P 169  | 1930    | Metamorphoseon modi XII 1. Moderato non troppo 2. Allegretto 3. Lento 4. Lento espressivo 5. Molto vivace 6. Vivo 7. Cadenza 8. Andantino 9. Lento 10. Molto allegro 11. Molto allegro 12. Vivo non troppo | Orchestre: grand orchestre         | Thème et variations pour orchestre Création le 7 novembre 1930, Symphony Hall, Boston |
| P 170  | 1931    | Maria Egiziaca | Opéra                              | Livret de Claudio Guastalla Création le 16 mars 1932 au Carnegie Hall de New York (version de concert) |
| P 171  | 1931    | Belkis, regina di Saba | Ballet                             | Création le 23 janvier 1932 à la Scala de Milan |
| P 171a | 1931    | Belkis, regina di Saba | Chant: voix et instrument          | Version pour voix et piano de P 171 |
| P 172  | 1931    | Antiche danze ed arie per liuto. Terza suite (secoli XVI-XVII) 1. Italiana 2. Arie di corte (Musique originale de Jean-Baptiste Besard) 3. Siciliana 4. Passacaglia (Musique originale de Ludovico Roncalli) | Transcriptions                     | Pour orchestre Création le janvier 1932, Conservatoire "G. Verdi" de Milan |
| P 172a | 1931    | Antiche danze ed arie per liuto. Terza suite (secoli XVI-XVII) | Transcriptions                     | Pour quatuor à cordes. Voir P 172 |
| P 173  | 1932    | Huntingtower | Orchestre: musique pour harmonie   | Ballade pour harmonie Création le 17 avril 1932, Washington |
| P 174  | 1933    | Concerto a cinque | Orchestre: instrument et orchestre | Pour hautbois, trompette, violon, contrebasse, piano et orchestre à cordes Création le 11 mai 1933, Villa "I Pini", Rome |
| P 175  | 1933    | La fiamma | Opéra                              | Livret de Claudio Guastalla Création le 23 janvier 1934 au Teatro Reale dell’Opera de Rome |
| P 176  | 1933    | La bella dormente nel bosco | Opéra                              | Livret de Gian Bistolfi. Version pour opéra normal de P 134 Création le 9 avril 1934 au Teatro di Torino de Turin |
| P 177  | 1934    | Belkis, regina di Saba 1. Il sogno di Salomone - Lento non troppo 2. La danza di Belkis all’aurora - Moderato 3. Danza guerresca - Pesante. Selvaggio 4. Danza orgiastica - Allegro vivo | Orchestre: grand orchestre         | Suite tirée du ballet P 171 |
| P 178  | 1934    | Orfeo | Transcriptions                     | Révision par Respighi de l'Opéra de Claudio Monteverdi. Livret révisé par Claudio Guastalla Création le 16 mars 1935 à la Scala de Milan |
| P 179  | 1935    | Didone | Transcriptions                     | Cantate pour soprano et orchestre. Musique originale de Benedetto Marcello Création le 18 avril 1937 au Teatro Adriano de Rome |
| P 180  | 1935    | Lucrezia | Opéra                              | Livret de Claudio Guastalla. Musique terminée par Elsa Respighi et Ennio Porrino. Création le 24 février 1937 à la Scala de Milan |
| P 180a | 1935    | Inno omerico ad Atena | Musique de scène                   | Inachevé, Texte de R. Cantarella - Inédit |
| P 181  | inconnu | Sonate en la mineur | Musique de chambre: piano          | Première version |
| P 182  | inconnu | Sonate en la mineur | Musique de chambre: piano          | Seconde version |
| P 183  | inconnu | Presto | Musique de chambre: piano          | |
| P 184  | inconnu | Lento | Musique de chambre: piano          | |
| P 185  | inconnu | Scherzo | Musique de chambre: piano          | |
| P 186  | inconnu | Allegretto vivace | Musique de chambre                 | Pour violon et piano |
| P 187  | inconnu | Giga | Musique de chambre                 | Pour violon et piano |
| P 188  | inconnu | Adagio con variazioni | Musique de chambre                 | Pour violoncelle et piano |
| P 189  | inconnu | Sonata | Musique de chambre                 | Pour violoncelle et piano |
| P 190  | inconnu | Quatuor à cordes en ré majeur | Musique de chambre                 | |
| P 191  | inconnu | Scherzo | Musique de chambre                 | Pour quatuor à cordes |
| P 192  | inconnu | La Pirrica | Transcriptions                     | Pour orchestre. Musique originale (Polacca and Preludio) de Frédéric Chopin |
| P 193  | inconnu | Œuvre symphonique sans titre | Orchestre: grand orchestre         | Inachevé |
| P 194  | inconnu | Concerto pour violoncelle en ré majeur nº 2 | Transcriptions                     | Version orchestrale. Musique originale de Luigi Boccherini |
| P 195  | inconnu | Follia di Spagna | Transcriptions                     | Pour violon et petit orchestre. Musique originale d'Arcangelo Corelli |
| P 196  | inconnu | Solvejgs Lied | Transcriptions                     | Pour chœur. Musique originale d'Edvard Grieg |
| P 197  | inconnu | Inno omerico ad Atena | Chant: chœur, voix et orchestre    | Musique de scène. Texte de R. Cantarella. Inachevé |
| P 198  | inconnu | Kirie | Chant: voix                        | Perdu |
| P 199  | inconnu | Tre canti 1. Ballata 2. Stornellatrice 3. Notte | Chant: voix et orchestre           | Pour baryton et orchestre |

## Sources
- (it) Potito Pedarra, Ottorino Respighi, Turin, ERI, 1985 (ISBN 88-397-0335-7), « Catalogo delle composizioni di Ottorino Respighi »
- Janet Waterhouse, John C. G Waterhouse et Potito Pedarra, The New Grove Dictionary of Music and Musicians, Oxford University Press, 2001, « Respighi, Ottorino »
- Christoph Flamm, Ottorino Respighi und die italianische Instrumentalmusik von Jahrhundertwende bis zum Faschismus, Laaber-Verlag, 2008
- (it) « Ottorino RESPIGHI. Catalogo delle composizioni », sur l'Orchestra Virtuale del Flaminio (consulté le 29 décembre 2014)
- (it) Amici di Respighi
- Catalogue sur le site officiel Respighi